# 후안 호세 아레발로

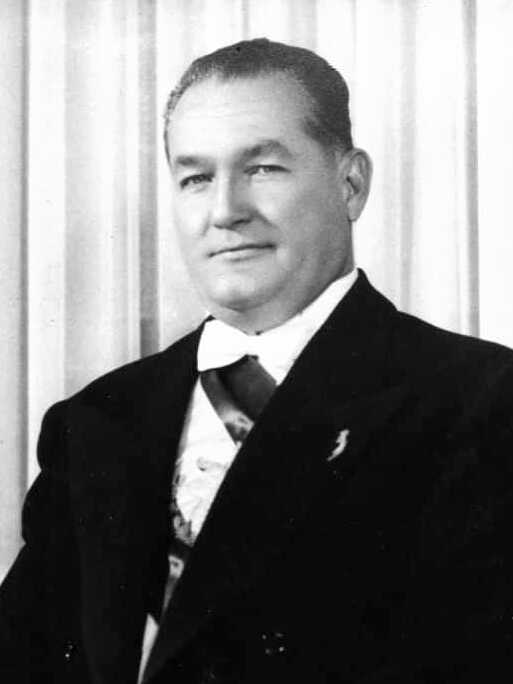
후안 호세 알레발로

후안 호세 아레발로 베르메호 (Juan José Arévalo Bermejo, 1904년 9월 10일 ~ 1990년 10월 8일)는 과테말라의 대통령이었다. 1944년 12월 17일에서 19일까지 열린 대통령 선거에서 아레발리스타 정당 연합전선 (Frente Unido de Partidos Arevalistas, FUPA) 후보로 나와 상대방 후보였던 아드리안 레시노스 (Adrián Recinos)를 누르고, 과테말라의 24대 대통령이 되었다. 그의 아들은 52대 대통령인 베르나르도 아레발로이다.

## 개인 생활
1925년 엘리사 마르티네스 콘트레라스(Elisa Martínez Contreras)와 결혼하여 1958년 이혼하였고, 1959년에 마르가리타 데 레온(Margarita de León)과 재혼하여 현직 대통령인 베르나르도 아레발로를 포함하여 5명의 자식을 낳았다. 그외 과테말라의 시인인자 작가였던 알라이데 포파(Alaíde Foppa)와의 사이에서 낳은 아들인 훌리오 솔로르사노 포파(Julio Solórzano Foppa)가 있다.

## 같이 보기
- 하코보 아르벤스